# Winston Western 500
Winston Western 500 var ett stockcarlopp ingående i Nascar Grand National Series, senare Nascar Winston Cup Series (nuvarande Nascar Cup Series) som kördes på Riverside International Raceway i Riverside i Kalifornien i USA. Dan Gurney är den segerrikaste föraren med 5 segrar och Wood Brothers Racing är det segerrikaste stallet med 7 segrar. Winston Western 500 var ett av två cup-lopp som kördes på banan, det andra var Budweiser 400.

## Tidigare namn
- Crown America 500 (1958)
- Inget namn (1961)
- Riverside 500 (1963)
- Motor Trend 500 (1964–1971)
- Winston Western 500 (1972–1987)

## Vinnare genom tiderna
| Säsong      | Datum         | Nr        | Förare          | Team                        | Konstruktör | Distans   | Distans          | Tid       | Snitthastighet (mph) | Rapport   |
| Säsong      | Datum         | Nr        | Förare          | Team                        | Konstruktör | Varv      | Miles (km)       | Tid       | Snitthastighet (mph) | Rapport   |
| ----------- | ------------- | --------- | --------------- | --------------------------- | ----------- | --------- | ---------------- | --------- | -------------------- | --------- |
| 1958        | 1 juni        | 98        | Eddie Gray      | Vel Miletich                | Ford        | 190       | 499,89 (804,494) | 6:17.00   | 79,481               | Rapport   |
| 1959 – 1960 | Kördes ej     | Kördes ej | Kördes ej       | Kördes ej                   | Kördes ej   | Kördes ej | Kördes ej        | Kördes ej | Kördes ej            | Kördes ej |
| 1961        | 21 maj        | 44        | Lloyd Dane      | Lloyd Dane                  | Chevrolet   | 39        | 100,62 (161,932) | 1:13.10   | 82,512               |           |
| 1962        | Kördes ej     | Kördes ej | Kördes ej       | Kördes ej                   | Kördes ej   | Kördes ej | Kördes ej        | Kördes ej | Kördes ej            | Kördes ej |
| 1963        | 20 januari    | 28        | Dan Gurney      | Holman-Moody                | Ford        | 185       | 499,5 (803,867)  | 5:53.20   | 84,965               | Rapport   |
| 1964        | 19 januari    | 121       | Dan Gurney      | Wood Brothers Racing        | Ford        | 185       | 499,5 (803,867)  | 5:28.47   | 91,245               | Rapport   |
| 1965        | 17 januari    | 121       | Dan Gurney      | Wood Brothers Racing        | Ford        | 185       | 499,5 (803,867)  | 5:41.42   | 87,708               | Rapport   |
| 1966        | 23 januari    | 121       | Dan Gurney      | Wood Brothers Racing        | Ford        | 185       | 499,5 (803,867)  | 5:05.58   | 97,952               | Rapport   |
| 1967        | 22 januari    | 115       | Parnelli Jones  | Bill Stroppe                | Ford        | 185       | 499,5 (803,867)  | 5:29.03   | 91,08                | Rapport   |
| 1968        | 21 januari    | 121       | Dan Gurney      | Wood Brothers Racing        | Ford        | 186       | 502,2 (808,212)  | 4:57.55   | 100,598              | Rapport   |
| 1969        | 1 februari    | 43        | Richard Petty   | Petty Enterprises           | Ford        | 186       | 502,2 (808,212)  | 4:45.37   | 105,498              | Rapport   |
| 1970        | 18 januari    | 11        | A. J. Foyt      | Jack Bowsher                | Ford        | 193       | 505,66 (813,78)  | 5:11.19   | 97,45                | Rapport   |
| 1971        | 10 januari    | 96        | Ray Elder       | Fred Elder                  | Dodge       | 191       | 500,42 (805,347) | 4:57.55   | 100,783              | Rapport   |
| 1972        | 23 januari    | 43        | Richard Petty   | Petty Enterprises           | Plymouth    | 149       | 390,38 (628,255) | 3:45.11   | 104,016              | Rapport   |
| 1973        | 21 januari    | 16        | Mark Donohue    | Penske Racing               | Matador     | 191       | 500,42 (805,347) | 4:48.33   | 104,055              | Rapport   |
| 1974        | 26 januari    | 11        | Cale Yarborough | Richard Howard              | Chevrolet   | 191       | 500,42 (805,347) | 4:56.52   | 101,14               | Rapport   |
| 1975        | 19 januari    | 16        | Bobby Allison   | Penske Racing               | Matador     | 191       | 500,42 (805,347) | 5:04.25   | 98,627               | Rapport   |
| 1976        | 18 januari    | 21        | David Pearson   | Wood Brothers Racing        | Mercury     | 191       | 500,42 (805,347) | 5:02.44   | 99,18                | Rapport   |
| 1977        | 16 januari    | 21        | David Pearson   | Wood Brothers Racing        | Mercury     | 119       | 311,78 (501,761) | 2:54.46   | 107,038              | Rapport   |
| 1978        | 22 januari    | 11        | Cale Yarborough | Junior Johnson & Associates | Oldsmobile  | 119       | 311,78 (501,761) | 3:02.55   | 102,269              | Rapport   |
| 1979        | 14 januari    | 88        | Darrell Waltrip | DiGard Motorsports          | Chevrolet   | 119       | 311,78 (501,761) | 2:53.30   | 107,82               | Rapport   |
| 1980        | 13/19 januari | 88        | Darrell Waltrip | DiGard Motorsports          | Chevrolet   | 119       | 311,78 (501,761) | 3:16.58   | 94,974               | Rapport   |
| 1981        | 11 januari    | 28        | Bobby Allison   | Ranier-Lundy                | Chevrolet   | 119       | 311,78 (501,761) | 3:16.18   | 95,263               | Rapport   |
| 1981        | 22 november   | 28        | Bobby Allison   | Ranier-Lundy                | Buick       | 119       | 311,78 (501,761) | 3:16.19   | 95,288               | Rapport   |
| 1982        | 21 november   | 2         | Tim Richmond    | Jim Stacy                   | Buick       | 119       | 311,78 (501,761) | 3:07.24   | 99,823               | Rapport   |
| 1983        | 20 november   | 9         | Bill Elliott    | Melling Racing              | Ford        | 119       | 311,78 (501,761) | 3:15.09   | 95,859               | Rapport   |
| 1984        | 18 november   | 5         | Geoffrey Bodine | All-Star Racing             | Chevrolet   | 119       | 311,78 (501,761) | 3:10.01   | 98,448               | Rapport   |
| 1985        | 17 november   | 15        | Ricky Rudd      | Bud Moore Engineering       | Ford        | 119       | 311,78 (501,761) | 2:58.03   | 105,065              | Rapport   |
| 1986        | 16 november   | 25        | Tim Richmond    | Hendrick Motorsports        | Chevrolet   | 119       | 311,78 (501,761) | 3:04.48   | 101,246              | Rapport   |
| 1987        | 8 november    | 27        | Rusty Wallace   | Blue Max Racing             | Pontiac     | 119       | 311,78 (501,761) | 3:10.49   | 98,035               | Rapport   |

### Förare med flera segrar
| Antal segrar | Förare          | År                           |
| ------------ | --------------- | ---------------------------- |
| 5            | Dan Gurney      | 1963, 1964, 1965, 1966, 1968 |
| 3            | Bobby Allison   | 1975, 1981 (jan), 1981 (nov) |
| 2            | Richard Petty   | 1969, 1972                   |
| 2            | David Pearson   | 1976, 1977                   |
| 2            | Cale Yarborough | 1974, 1978                   |
| 2            | Darrell Waltrip | 1979, 1980                   |
| 2            | Tim Richmond    | 1982, 1986                   |

### Team med flera segrar
| Vinster | Team                 | År                                |
| ------- | -------------------- | --------------------------------- |
| 7       | Wood Brothers Racing | 1964, 1965, 1966, 1968, 1976,1977 |
| 2       | Petty Enterprises    | 1969, 1972                        |
| 2       | Penske Racing        | 1973, 1975                        |
| 2       | DiGard Motorsports   | 1979, 1980                        |
| 2       | Ranier-Lundy         | 1981 (jan), 1981 (nov)            |
| 2       | Hendrick Motorsports | 1984, 1986                        |

### Konstruktörer efter antal segrar
| Antal segrar | Konstruktör | År                                                               |
| ------------ | ----------- | ---------------------------------------------------------------- |
| 11           | Ford        | 1958, 1963, 1964, 1965, 1966, 1967, 1968, 1969, 1970, 1983, 1985 |
| 7            | Chevrolet   | 1961, 1974, 1979, 1980, 1981, 1984, 1986                         |
| 2            | Matador     | 1973, 1975                                                       |
| 2            | Mercury     | 1976, 1977                                                       |
| 2            | Buick       | 1981, 1982                                                       |